# Mormia ckvitariorum
Mormia ckvitariorum és una espècie d'insecte dípter pertanyent a la família dels psicòdids que es troba a Europa: Geòrgia.